# Theodore Baker
Pour les articles homonymes, voir Baker.
Theodore Baker, né le 3 juin 1851 à New York, et mort le 12 octobre 1934 à Dresde,) est un musicologue américain.

## Biographie
L'éducation de Baker s'est faite à Boston. Il a étudié le commerce, mais il s'est tourné vers la musique pour en faire une profession, devenant organiste à Concord, Massachusetts. En 1874, il a déménagé à Leipzig, en Allemagne, où il étudié avec Oscar Paul. Il est entré en 1878 au Conservatoire de Leipzig où il a passé son doctorat en 1881. Sa thèse, publiée en 1882 portait sur la musique des sauvages d'Amérique du Nord (Über die Musik der nordamerikanischen Wilden), plus particulièrement de la musique des Indiens Sénécas. C'était le premier ouvrage majeur publié sur la musique des Indiens d'Amérique. Les thèmes inclus dans ce travail ont été utilisés par Edward MacDowell dans sa Suite indienne.) Le matériel pour son livre est le résultat de la vie passée par Baker avec la tribu Seneca, à New York, où il a été initié en tant que membre de la tribu. Il avait eu ainsi un accès incomparable aux ressources pour l'étude de leurs chants et danses.
En 1890, Baker est retourné aux États-Unis. En 1892, il est devenu rédacteur en chef littéraire pour l'éditeur de musique G. Schirmer, un emploi qu'il a occupé jusqu'en 1926. Pendant son mandat, il a traduit en anglais un ensemble considérable de livres et de livrets. Il a souvent écrit dans le Musical Quarterly, une publication de Schirmer.
Il a publié le Baker's Dictionary of Musical Terms (1895) et surtout, le Baker's Biographical Dictionary of Musicians (Dictionnaire biographique des musiciens de Baker) (1900), qui a été révisé après sa mort par Nicolas Slonimsky puis Laura Kuhn et en 2007 en est à sa neuvième édition. Il a traduit le A Manual of Harmony For Use in Music-Schools and Seminaries and For Self-Instruction (1885) d'Oscar Paul et de nombreux autres ouvrages publiés par Schirmer.
Après sa retraite en 1926, Baker a déménagé avec sa femme en Allemagne en raison de la mauvaise santé de sa femme. Ils ont établi leur domicile à Leipzig au consulat américain,. Elle l'a précédé dans la tombe le 3 septembre 1934. Theodore Baker est mort au Sanatorium Dr. Teuscher à Dresde.